# Ямал (авіакомпанія)
Ямал (юридична назва АКЦІОНЕРНОГО товариства «Авіаційна транспортна компанія „Ямал“») — російська авіакомпанія, що базується в аеропортах Салехард, Рощино (Тюмень) і Домодєдово (Москва).
Штаб-квартира компанії розташована в Салехарді.

## Історія
Авіакомпанія " Ямал (Yamal Airlines)– російський авіаперевізник по чартерним і регулярним напрямами в Тюменській області та Ямало-Ненецькому автономному окрузі, заснований у 07 квітня 1997 року в місті Салехард. Представництва авіакомпанії Ямал розташовані в містах Росії – Тюмень, Москва, Новий Уренгой і Уфа. Спочатку авіакомпанія почала здійснювати регулярні рейси на літаках ЯК-40. У 1999 році Yamal Airlines вийшов на міжнародні напрямки. З 2002 по 2006 рік Yamal Airlines відкрив власний сертифікований Авіаційний навчальний центр та центр бортового харчування в Тюменському аеропорту Рощино. У 2008 році Yamal Airlines запустив чартерні програми з вильотами з міжнародного аеропорту Домодєдово (р. Москва) в міста Пловдів (Болгарія), Бургас (Болгарія), Пардубіце (Чехія), Женева (Швейцарія), Зальцбург (Австрія). У 2010 році Yamal Airlines почав використовувати в перельотах літаки іноземного виробництва – Boeing 737-400 . У 2011 році авіакомпанія " Ямал оновив свій флот, закупивши літаки моделей Airbus A320 і Bombardier CRJ200. У 2013 році авіакомпанія " Ямал пройшла сертифікацію IATA (IOSA).
У 2014 році на церемонії Крила Росії Yamal Airlines нагороджена такими дипломами:
- краща авіакомпанія року –пасажирський перевізник на внутрішніх авіалініях
- кращий пасажирський перевізник на регіональних маршрутах
- авіакомпанія року –оператор вертолітних робіт

У світовому рейтингу авіакомпаній з безпеки і надійності польотів Yamal Airlines в першу сотню не увійшла. У російському рейтингу за 2013 рік авіакомпанія" Якутія займає 6 місце. Yamal Airlines займає 9 місце за обсягом перевезених пасажирів, серед російських авіакомпаній за даними Федерального Агентства повітряних сполучень.
Основними аеропортами авіакомпанії ЯМАЛ є аеропорт Салехард, міжнародний аеропорт Домодєдово (м. Москва) і аеропорту Рощино (м. Тюмень).
Основним власником авіакомпанії ЯМАЛ є Ямало-Ненецький автономний округ, в особі Департаменту майнових відносин ЯНАО – 97,6 % акцій.

## Маршрутна мережа
Авіакомпанія " Ямал (Yamal Airlines) здійснює чартерні і регулярні рейси в більш 42 напрямків світу з вильотами з міст:
| №  | Місто вильоту                            | Внутрішні рейси | Міжнародні рейси                                                          |
| 1  | Аеропорт Тюмень                          | Анапа, Геленджик, Краснодар, Єкатеринбург, Москва, Надим, Новосибірськ, Новий Уренгой, Ноябрьск, Нягань, Омськ, Салехард, Санкт Петербург, Сочі | Анталія, Гянджа, Душанбе, Єреван, Подгориця, Тіват, Салоніки, Сімферополь |
| 2  | Аеропорт Салехард                        | Єкатеринбург, Москва, Тюмень, Новий Уренгой, Надим, Ноябрьск, Омськ, Новосибірськ, Уфа                                                          |                                                                           |
| 3  | Міжнародний аеропорт Домодєдово (Москва) | Красноярськ, Барнаул, Новий Уренгой, Надим, Ноябрьск, Салехард, Санкт Петербург, Пермь, Тюмень, Уфа                                             | Гетеборг, Тіват, Родос, Анталія, Керкіра, Сімферополь                     |
| 4  | Аеропорт Кольцово (Єкатеринбург)         | Красноярськ, Новосибірськ, Салехард, Ноябрьск, Омськ                                                                                            |                                                                           |
| 5  | Аеропорт НовыйУренгой                    | Тюмень, Москва, Уфа, Салехард, Толька, Тарко-Салі                                                                                               | Єреван, Сімферополь                                                       |
| 6  | Аеропорт Нижневартовск                   | Новосибірськ, Уфа |                                                                           |
| 7  | Аеропорт Ноябрьск                        | Москва, Єкатеринбург, Тюмень, Уфа, Салехард |                                                                           |
| 8  | Аеропорт Уфа                             | Москва, Надим, Нижньовартовськ, Ноябрьск, Новий Уренгой                                                                                         |                                                                           |
| 9  | Аеропорт Новосибірськ                    | Новий Уренгой, Єкатеринбург, Тюмень, Салехард                                                                                                   |                                                                           |
| 10 | Аеропорт Красноярськ                     | Москва, Єкатеринбург | Сімферополь                                                               |
| 11 | Аеропорт Сургут                          | Уфа | Сімферополь                                                               |
| 12 | Аеропорт Пулково(Санкт Петербург)        | | Сімферополь                                                               |
| 13 | Аеропорт Перм                            | - | Єреван                                                                    |

14 Аеропорт Худжанд. (Таджикистан)
Чартерні рейси авіакомпанії Ямал (Yamal Airlines) коригуються в залежності від попиту на потрібний напрямок. Чартерні рейси здійснюються на літаках Airbus-320, Boeing 737 і CRJ-200.
Вильоти з Москви здійснюються авіакомпанією Ямал (YamalAirlines) з міжнародного аеропорту Домодєдово.

## Флот

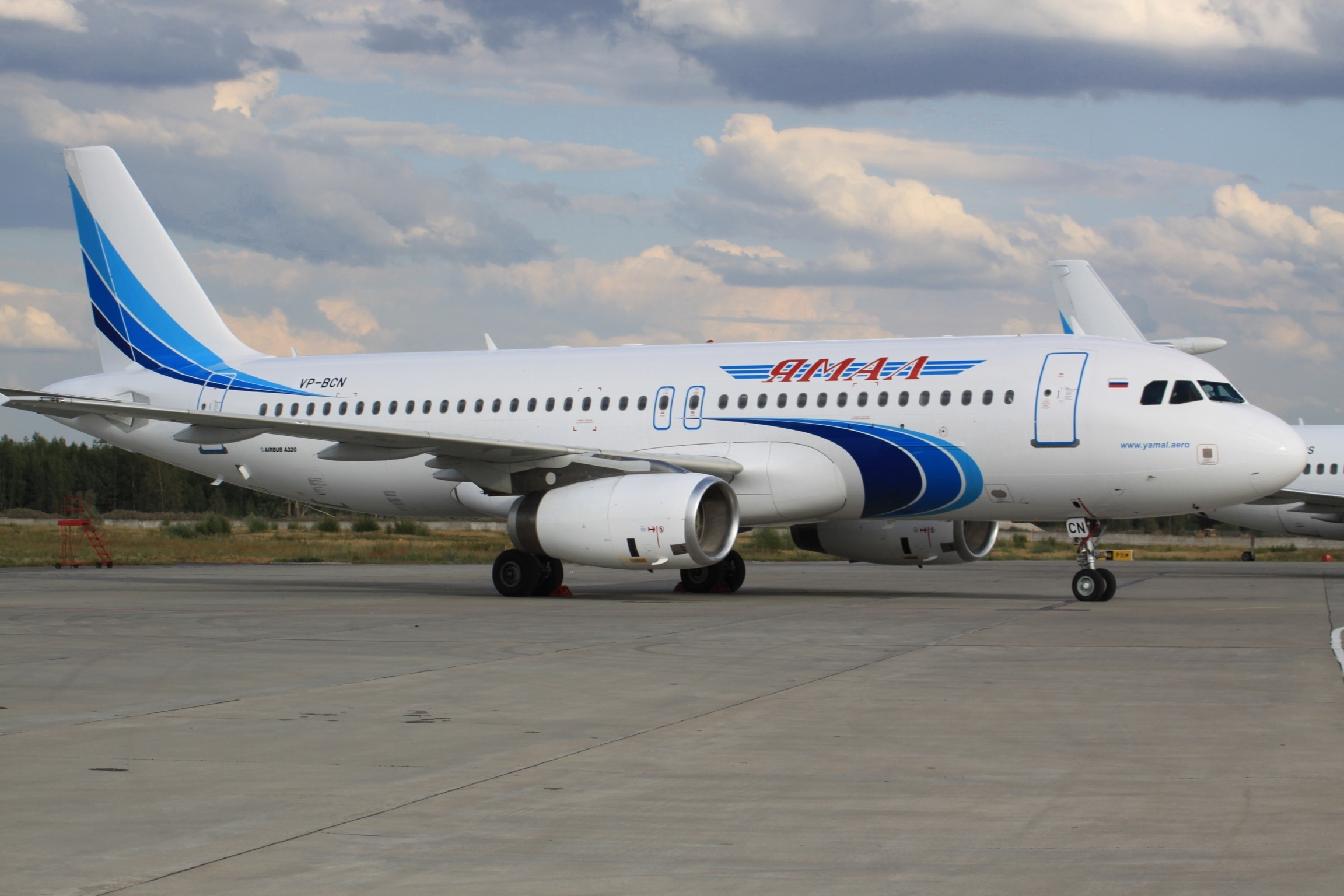
Airbus A320-200 авіакомпанії Ямал в аеропорту Домодєдово

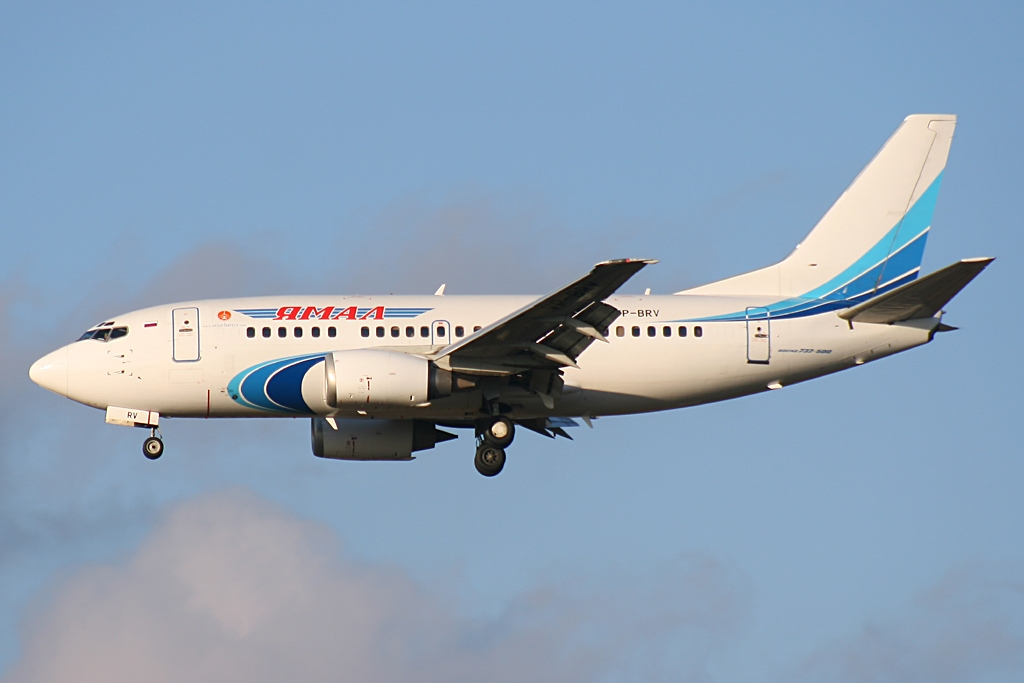
Boeing 737-500 авіакомпанії Ямал